# Jean Ier d'Auvergne
 (mai 2025).
Si vous disposez d'ouvrages ou d'articles de référence ou si vous connaissez des sites web de qualité traitant du thème abordé ici, merci de compléter l'article en donnant les références utiles à sa vérifiabilité et en les liant à la section « Notes et références ».
Pour les articles homonymes, voir Jean Ier.
Jean Ier († 24 mars 1386) est un comte d’Auvergne et de Boulogne de 1361 à 1386, succédant dans ces deux fiefs à son petit-neveu le duc de Bourgogne Philippe Ier dit de Rouvres (1346-1361), 
À ne pas confondre avec Jean Ier duc d'Auvergne (dates de « règne » : 1360-1416), beaucoup plus connu sous la dénomination Jean Ier de Berry (1340-1416), lequel fut également (par son mariage avec la comtesse Jeanne II d'Auvergne, petite-fille du comte Jean Ier), comte d’Auvergne et comte de Boulogne de 1404 à 1416 (et aurait dû être numéroté en théorie Jean III d’Auvergne, dénomination échue à un comte ultérieur (1497-1501)

## Biographie
Jean d'Auvergne est le fils de Robert VII (v. 1282-1325), comte d’Auvergne, et de sa seconde femme Marie de Flandre-Termonde (dite aussi de Dampierre ; fille de Guillaume).
Il est le frère consanguin de Guillaume XII et l’oncle paternel de la comtesse Jeanne Ire d'Auvergne.
Il est comte d’Auvergne et de Boulogne de 1361 à 1386. Il est également comte de Montfort, ainsi que gouverneur du Dauphiné entre 1355 et 1356.
En 1328, le futur Jean Ier épouse Jeanne de Clermont (1314-1383) (une Capétienne Bourbon), dame de Saint-Just, fille de Jean de Clermont, seigneur de Charolais, et de Jeanne de Dargies.
De cette union sont issus :
- Marie qui épousa Raymond VIII, vicomte de Turenne ;
- Jean II (mort en 1404), comte d’Auvergne (1386-1404) et comte de Boulogne (1386-1404).